# Hydrellia albilabris
Hydrellia albilabris är en tvåvingeart som först beskrevs av Johann Wilhelm Meigen 1830.  Hydrellia albilabris ingår i släktet Hydrellia och familjen vattenflugor. Arten är reproducerande i Sverige. Inga underarter finns listade i Catalogue of Life.